# いびつな絆 関東連合の真実
『いびつな絆 関東連合の真実』（いびつなきずな かんとうれんごうのしんじつ、ISBN 9784800209917）は、暴走族グループ「関東連合」の元幹部の「工藤明男」（仮名。後に本名「柴田大輔」を公開）の上梓によるノンフィクション書籍。2013年7月11日初版発行。宝島社刊。全307頁（ソフトカバー）。

## 概要
東京都杉並区出身の「関東連合」元リーダーの執筆によるノンフィクション書籍で、「関東連合」勢力拡大の過程についてや、「関東連合」が関与した「朝青龍事件」(2010年)ならびに「海老蔵事件」(同)などの各種事件の真相、そして2012年に発生した「六本木クラブ襲撃事件」の背景についてなどを記した内容。「六本木クラブ襲撃事件」「歓楽街のギャングスター」「ビッグマネー」「朝青龍、海老蔵-六本木・西麻布コネクション」「いびつな絆」「東京アウトレイジ」の全6章から構成されている。
発売前には週刊誌『週刊文春』ならびに『フライデー』がその内容を抜粋した記事を掲載し話題となった。発売早々7万部を突破し、書籍ECサイト「Amazon.co.jp」でも発売後2日で売り切れ状態となる。発売後すぐに東京都内各大型書店のノンフィクション売り上げ上位に入った。
『実話ナックルズ』誌元編集長で編集者の久田将義は、「六本木フラワー事件」という現在進行形の事件について、当事者に近い人物が内部告発した、という点が話題性の理由であるとする。ノンフィクションライターの小野登志郎は、著者が意図的に記していない事柄が存在する可能性はあるものの、記してある内容については「ほぼ事実であろう」と分析している。累計17万部のベストセラーとなった。
のちには大幅加筆を加えた文庫版も発売。